# آلساندرو باتزانا
آلساندرو باتزانا (ایتالیایی: Alessandro Bazzana؛ زادهٔ ۱۶ ژوئیهٔ ۱۹۸۴) دوچرخه‌سوار اهل ایتالیا است.
از باشگاه‌هایی که در آن رکاب زده‌است می‌توان به تیم دوچرخه‌سواری نووو نوردیسک و تیم دوچرخه‌سواری یونایتدهلثکر اشاره کرد.